# Église Saint-Guen de Vannes
L'église Saint-Guen de Vannes est une église catholique de Vannes dans le Morbihan.

## Situation
L'église est située place du colonel-Le-Ménach, dans le quartier de Ménimur.

## Historique
Le quartier de Ménimur est en plein développement au début des années 1960. La chapelle, qui sert alors de lieu de culte aux habitants, devient vite trop exiguë et vétuste. Berchmans Le Pipe, premier recteur de la paroisse créée en 1964, a pour mission de fournir à ses ouailles un lieu de culte décent.
La construction de l'église commence le 25 mars 1966 sur l'emplacement de l'ancien prieuré Saint-Guen. Ce sont les architectes Jacques-Henri Maisonneuve et Erich Kasper qui en assurent les plans avec l'appui d'Eva Niebudek et Zygmunt Knyszewski ; Robert Loudin prend la charge de l'ingénierie du projet. Elle est livrée fin 1967 et est l'une des premières à se conformer aux prescriptions du concile Vatican II. La première messe s'y déroule le 10 décembre 1967.
Elle obtient le label « Patrimoine du XXe siècle » le 23 novembre 2006.

## Présentation
L'édifice est construit en matériaux régionaux : la charpente est en bois lamellé-collé, les murs en granite, le toit en ardoises. Sa forme est pyramidale, le triangle se retrouvant d'ailleurs à la base de l'ensemble de la construction. Sa forme lui permet d'être largement autoporteuse, se dispensant de piliers intérieurs, pour une visibilité augmentée sur l'intérieur. L'église peut accueillir près de 1 000 fidèles.
Des verrières prennent place dans les décrochages du toit. D'autres vitraux, œuvres de Claude Guillemot, forment la jonction entre le mur et le toit.
Un clocher, tour ovale séparée du reste de la construction, est bâti à l'ouest.